# 李寧遠
李寧遠（1945年9月2日—），教名若望（John），臺灣生物學、營養學學者，曾任天主教輔仁大學（輔大）民生學院首任院長、輔大校長，國立體育學院（現為國立體育大學）教授。
現任北京師範大學珠海分校客座講座教授、世界中山同鄉總會主席及台北市中山同鄉會理事長。

## 生平
籍貫廣東省中山市，曉普通話、英語、台語、粵語。
李教授是天主教輔仁大學第一位理工科背景的校長。他在輔大校長任內成立醫學系（2000年8月）、法律學院與社會科學院（原法學院拆分），以及全校學生實習媒體輔大之聲、輔大新聞網。

## 榮譽
- 獲教宗若望保祿二世冊封為聖墓團騎士

## 註腳
1. ↑  臺大校友雙月刊 校友情與事 的存檔，存档日期2016-03-04.

## 外部連結
1. （繁體中文）輔大校史室：李寧遠 （页面存档备份，存于）
2. （繁體中文）台南應用科大：李寧遠 （页面存档备份，存于）
3. （繁體中文）李寧遠博士：醣鏈研究是人類生命科學的重要里程碑 （页面存档备份，存于）
4. （繁體中文）台北市中山同鄉會：李寧遠
5. （繁體中文）書桌與餐桌之間--輔大李寧遠院長談學校午餐 （页面存档备份，存于）
6. （繁體中文）養生大師李寧遠做客珠海文化大講堂，講述人生健康之道 身心都好才是真的好[永久]
7. （繁體中文）李寧遠談健康食品 （页面存档备份，存于）

| 前任： 楊敦和 | 天主教輔仁大學校長 2000年－2004年 | 繼任： 黎建球 |